# Alfred Rabouin
Alfred Rabouin, né le 18 octobre 1861 à Seiches-sur-le-Loir et mort le 22 décembre 1943 à Montfort-L'Amaury, est un homme politique. Il est le père de Étienne Rabouin.

## Carrière
Notaire, Alfred Rabouin fut élu maire de Seiches-sur-le-Loir en 1904, conseiller général du Maine-et-Loire en 1908, puis député de la circonscription de Baugé en 1914.
Il fut réélu successivement en 1919, puis en 1928.
A la Chambre, il s'inscrivit au groupe des républicains de gauche et appartint à de nombreuses commissions : législation fiscale, comptes définitifs et économies, mines, assurance et prévoyance sociales et législation civile et criminelle. Il fut également secrétaire de la commission du suffrage universel.
Il faut signaler ses interventions dans la discussion du projet de loi créant de nouvelles ressources fiscales.
Après son échec aux élections de 1928, un décret du 8 juillet 1928 le nomma juge de paix du canton de La Bassée (Nord) où il retrouva un domaine proche de sa première activité professionnelle.

## Sources
- « Alfred Rabouin », dans le Dictionnaire des parlementaires français (1889-1940), sous la direction de Jean Jolly, PUF, 1960 [détail de l’édition]